# 尼古拉·普拉东诺维奇·奥加辽夫
尼古拉·普拉东诺维奇·奥加辽夫（俄语：Никола́й Плато́нович Огарёв，1813年12月6日—1877年6月12日），俄国诗人、历史学家及政治活动家。赫尔岑在自传《往事与随想》中将该书提献给自己的挚友奥加辽夫，二人共同致力于俄国解放运动的发展。代表作有组诗《独白》等。

## 生平

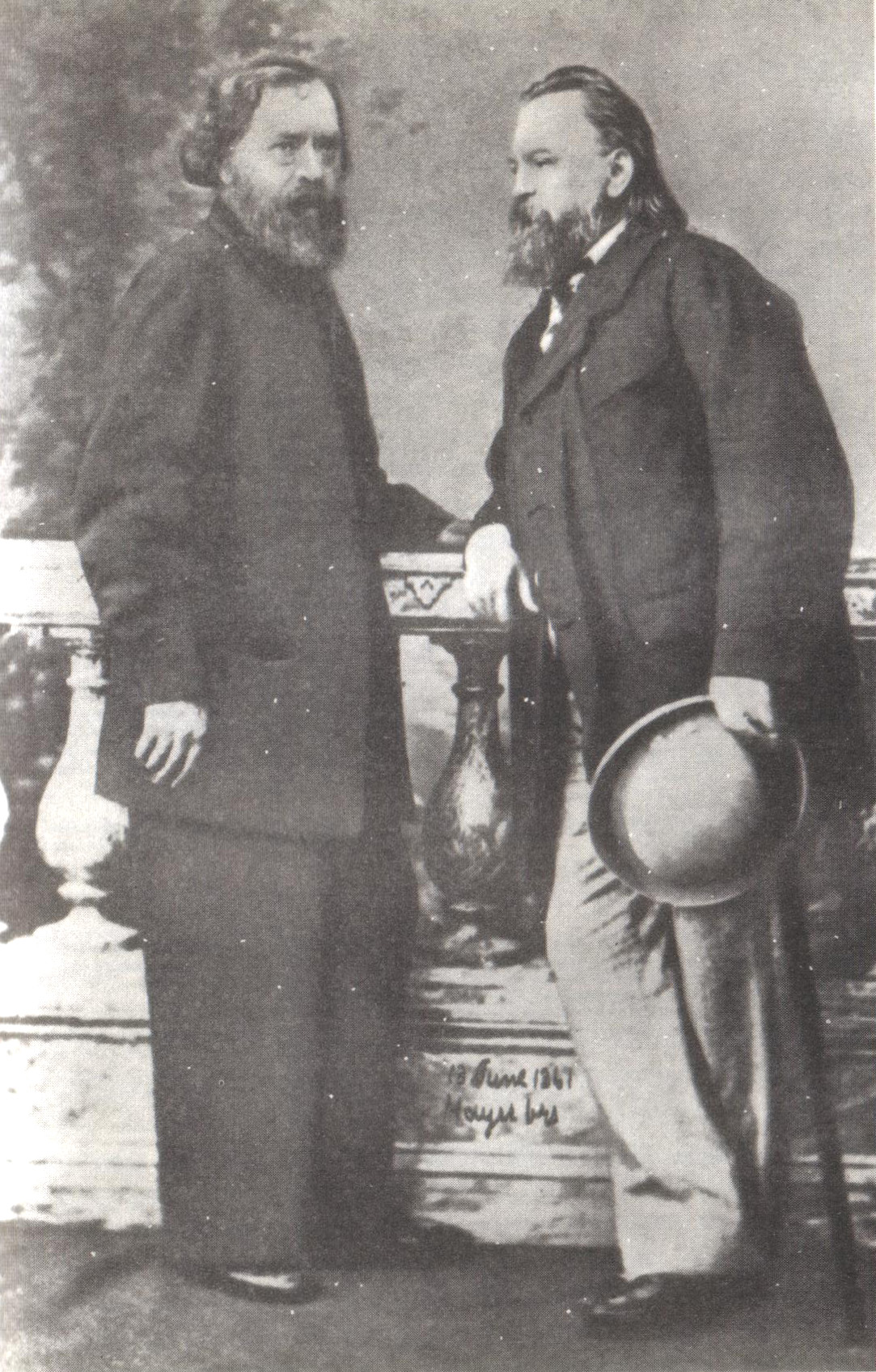
奥加辽夫与赫尔岑

奥加辽夫出生于圣彼得堡一个贵族家庭。1820年迁往莫斯科。少年时代结识赫尔岑，二人自彼结成了志终生不渝的友谊。1827年两人在莫斯科麻雀山上起誓，继承十二月党人的革命事业，为争取俄国人民自由解放而献身。
1832年入莫斯科大学伦理政治系学习，与赫尔岑共同组织宣传革命思想的小组。1856年流亡国外，在伦敦与赫尔岑合办“自由俄国印刷所”，合编《北极星》文艺丛刊，并一起创办《钟声》报，号召人民推翻沙皇专制制度，促进了俄国解放运动的发展。曾参与建立秘密革命组织“土地与自由社”，主张土地归农民村社所有的所谓“俄国式社会主义”。